# Ла-Селва-Біч (Каліфорнія)
Ла-Селва-Біч (англ. La Selva Beach) — переписна місцевість (CDP) в США, в окрузі Санта-Крус штату Каліфорнія. Населення — 2531 особа (2020).

## Географія
Ла-Селва-Біч розташована за координатами 36°55′39″ пн. ш. 121°50′40″ зх. д. / 36.92750° пн. ш. 121.84444° зх. д. (36.927375, -121.844404).  За даними Бюро перепису населення США в 2010 році переписна місцевість мала площу 13,72 км², уся площа — суходіл.

## Демографія
Згідно з переписом 2010 року, у переписній місцевості мешкали 2843 особи в 1076 домогосподарствах у складі 734 родин. Густота населення становила 207 осіб/км².  Було 1376 помешкань (100/км²).
Расовий склад населення:
| - 84,4 % — білих - 4,1 % — азіатів - 0,9 % — чорних або афроамериканців - 0,8 % — корінних американців - 0,1 % — вихідців з тихоокеанських островів - 5,1 % — осіб інших рас |

До двох чи більше рас належало 4,5 %. Частка іспаномовних становила 13,1 % від усіх жителів.
За віковим діапазоном населення розподілялося таким чином: 21,5 % — особи молодші 18 років, 63,5 % — особи у віці 18—64 років, 15,0 % — особи у віці 65 років та старші. Медіана віку мешканця становила 46,5 року. На 100 осіб жіночої статі у переписній місцевості припадало 98,5 чоловіків;  на 100 жінок у віці від 18 років та старших — 96,4 чоловіків також старших 18 років.
Середній дохід на одне домашнє господарство  становив 126 139 доларів США (медіана — 106 343), а середній дохід на одну сім'ю — 135 620 доларів (медіана — 114 219). За межею бідності перебувало 5,2 % осіб, у тому числі 2,9 % дітей у віці до 18 років та 0,0 % осіб у віці 65 років та старших.
Цивільне працевлаштоване населення становило 1211 осіб. Основні галузі зайнятості: освіта, охорона здоров'я та соціальна допомога — 25,1 %, виробництво — 15,5 %, роздрібна торгівля — 13,3 %.